# Iso tammi
|  | Dieser Artikel wurde auf der Qualitätssicherungsseite der Redaktion Mythologie eingetragen. Bitte hilf mit, diesen Artikel zu verbessern, und beteilige dich an der Diskussion. |

Iso tammi (finnisch, „große Eiche“) ist in der finnischen Mythologie der Weltenbaum in Gestalt einer riesigen Eiche, die den Himmel bedeckt.

## Mythos
Im finnischen Nationalepos Kalevala wächst die große Eiche von Anfang an in die Welt hinein, als die Welt noch geformt und erschaffen wird. Die Eiche bedeckt den Mond und die Sonne, und die Welt wird dunkel. Für den Baum wird ein Fäller gesucht, und jemand versucht es nicht. Schließlich wird das Meer zu einem kleinen Mann in Messing, der zu einem Riesen heranwächst und mit drei Schlägen über den Baum schlägt. Die Lichter des Himmels werden endlich freigesetzt und die Welt ist bereit. Die magischen Kräfte des Holzes werden zur Freude der Menschen freigesetzt. Der Topper bekommt ewige Magie, der Astbrecher bekommt ewiges Glück und der Blattschneider bekommt ewige Liebe.
Die Eichenchips treiben auf See und landen schließlich am Ufer. Das kleine Stubenmädchen von Hiisi, eine lappische Hund mit eisernen Zähnen oder eine andere böse Kreatur machen sie zu Hexenpfeilen. Dieses Detail ist möglicherweise nicht zufällig, es enthält möglicherweise eine mythische Vorstellung von den Ursprüngen von Waffen – sie entstehen zur gleichen Zeit und beziehen sich auf dieselben kulturellen Fortschritte wie viele gut produzierende Dinge. Bei der Behandlung von Hexenpfeilen wird ihre Geburt manchmal in Zaubersprüchen (loitsut) als Fall einer großen Eiche gezählt.
In der finnischen Mythologie gibt es andere Zeichen des Weltbaums. Die Art und Weise, wie bei einem Bärenritual (peijaiset) der Schädel eines Bären in einen Baum gehoben wird, stellte möglicherweise symbolisch die Verbindung der Seele des Bären durch den Weltenbaum mit dem Himmel her.
Finnische Mythologie nennt große Eiche auch die Namen tasmatammi und rutimoraita. Tammi bedeutet Eiche und tasma ist ein seltenes Wort, das offenbar in der Antike von den Türken durch die Komi entlehnt wurde, was ein Seil und eine Bindung bedeutet, wie zum Beispiel in einem Geschirr. Tasmatammi hat anscheinend einen Baum gemeint, der die Erde und den Himmel wie eine Schnur verbindet. Rutimo hingegen bezieht sich auf Eisen, was bedeutet, dass Holz eisenfest ist; raita bedeutet Sal-Weide.
Der finnische Forscher Timo Heikkilä interpretiert einige Merkmale von magischen Objekten der Ukon kirves als Bezug zum Weltbaum. Nach einigen Geschichten, die den Synty der Himmelslichter erklären, werden die Himmelslichter an den Zweigen eines Baumes aufgehängt.

## Verbreitung
Ausgewachsen ist die langlebige Eiche den Ostseefinnen und vielen mitteleuropäischen Völkern wie den Germanen und den Kelten heilig. Es wird angenommen, dass Eichenblätter viel Glück bringen. Eiche war später ein Symbol für Ausdauer und Kraft. Es hat unter anderem in Deutschland, England, Frankreich, den USA und Estland den Status eines Nationalbaums. Eichenblätter sind auch eine Art Symbol für finnische Veteranen des Winter- und Fortsetzungskrieges. Im wärmeren Klima der Antike gediehen edle Laubbäume viel weiter nördlich in Skandinavien als heute.

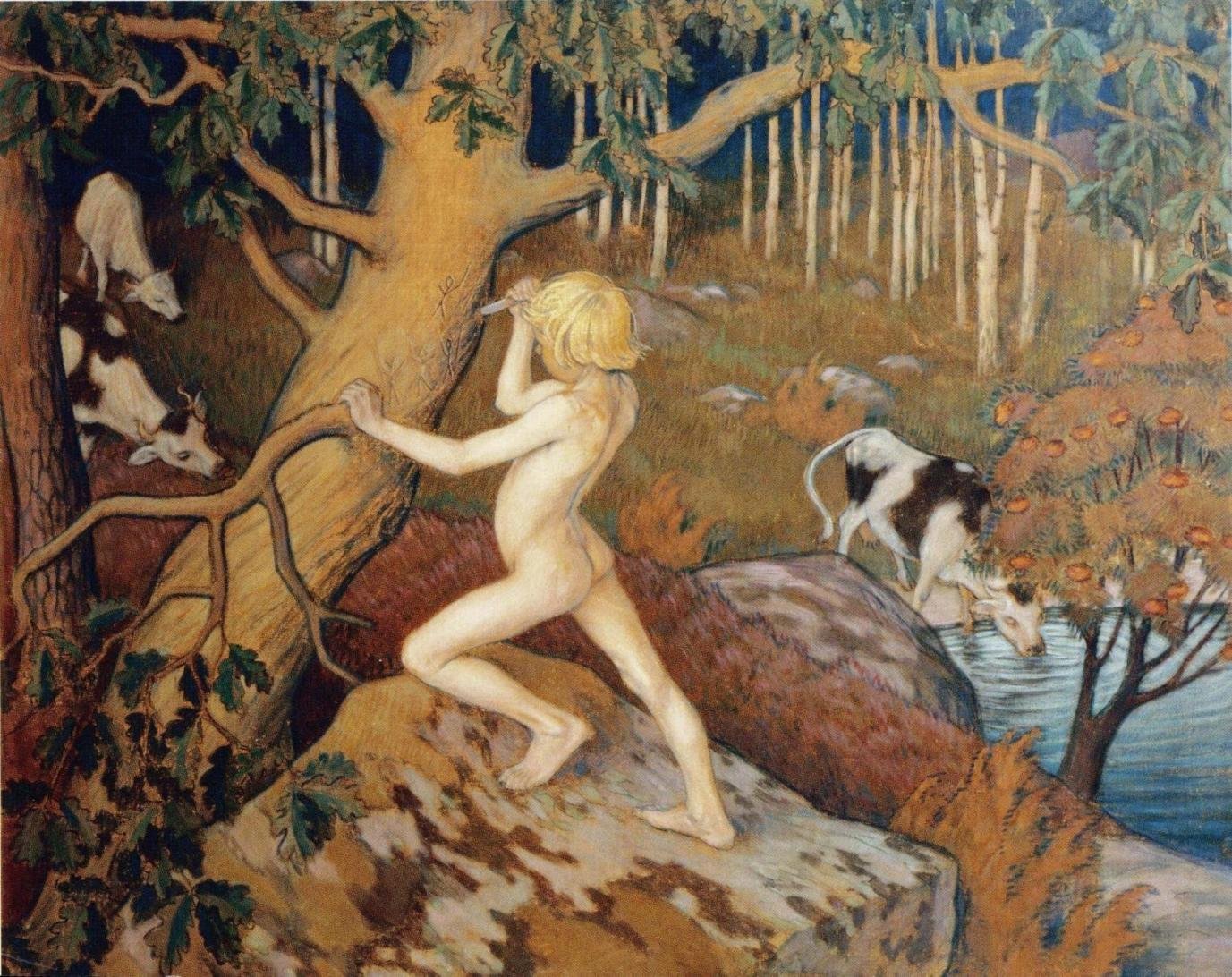
Kullervo schneidet in einen Eichenstamm. Episode aus dem Kalevala
Eiche im ehemaligen Wappen von Halikko, heute Salo, erzählt von üppiger Natur und Herrenhauskultur
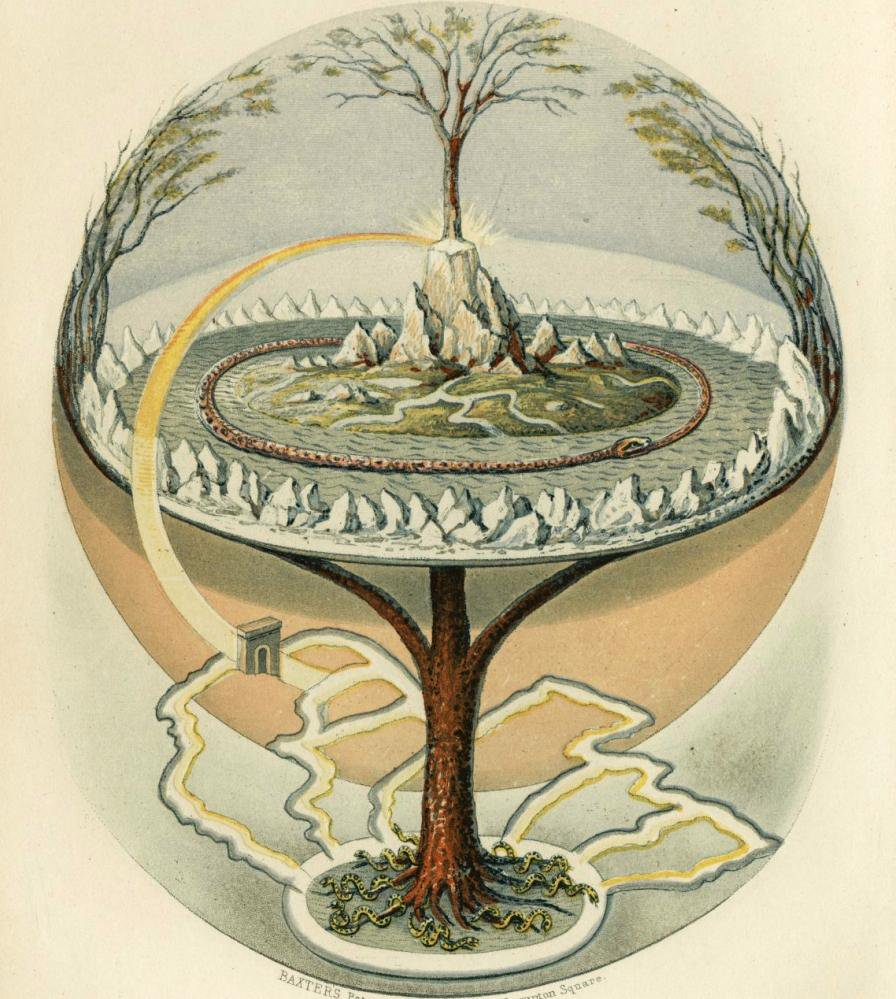
Weltenbaum Yggdrasil, eine Esche. Illustration zur Snorra-Edda von 1847